# نجوع المعادي
قرية نجوع المعادي هي إحدى القرى التابعة لمركز البداري في محافظة أسيوط في جمهورية مصر العربية. حسب إحصاءات سنة 2006، بلغ إجمالي السكان في نجوع المعادي 14160 نسمة، منهم 7006 رجل و7154 امرأة.